# Sendero Europeo E-1

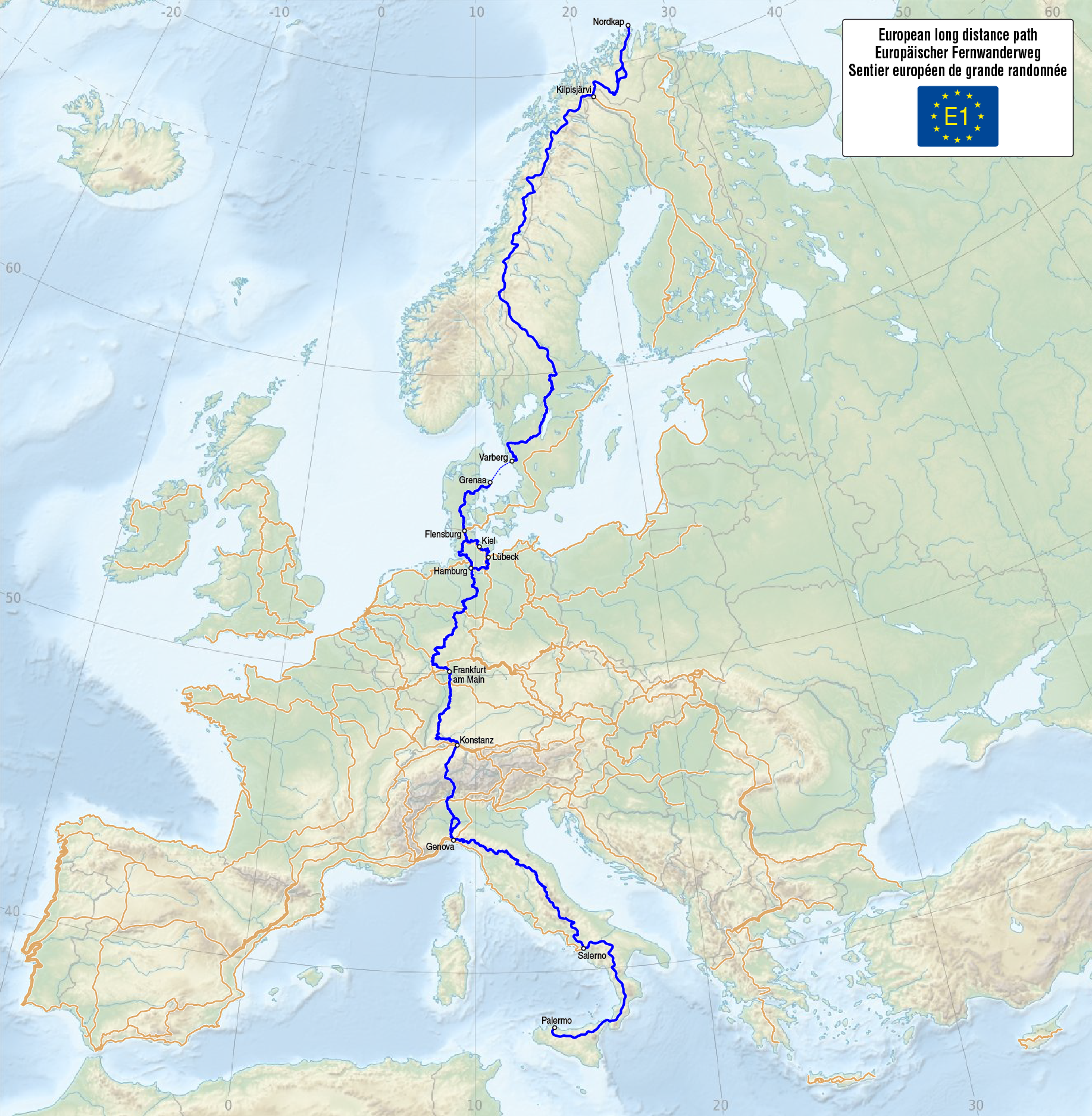
La ruta de senderismo europea E-1

El Sendero Europeo de Gran Recorrido E1, o simplemente Sendero Europeo E1, es uno de los Senderos Europeos de Gran Recorrido designados por la European Ramblers' Association con una longitud total de 4.960 millas (7.980 km). Empieza en Noruega en Cabo Norte, y cruza Kattegat entre Suecia y Dinamarca por transbordador. Pasa a través de Dinamarca, Alemania y Suiza para acabar en Scapoli, Italia. Este camino está planeado para ser extendido hacia el sur a Sicilia, en Italia.
En concreto para la E1 sus señales de sendero son sólo vistas en algunas ubicaciones como en cruces de frontera o en intersecciones con otros caminos, en cambio las señales de las rutas locales dentro de la E1 también son utilizadas. El camino está descrito aquí de norte a sur, aun así está señalizado en ambas direcciones.

## Noruega
La ruta entre Cabo Norte y Grövelsjön se encuentra en áreas muy remotas con muy pocos refugios y con un servicio muy pequeño disponible. Las partes del camino no están marcadas de modo que los senderistas tienen la necesidad de encontrar su propia ruta.

### Ruta
El camino se extiende por 2.105 km, y posee 60.000 señales en mojones o raíces de árbol excepto a través de Børgefjell; ya que el parque nacional prohíbe las señalizaciones. La parte de Børgefjell sólo está marcada en mapas. Esto se repite en la sección próxima; del Parque nacional de Børgefjell en Nord-Trøndelag a Sætertjønnhytta en Steinkjer  no hay señalizaciones por el deseo de los Sami y otras consideraciones.

#### Partes separadas con Mojones
Nordkapp → Túnel de Cabo del norte
Túnel de Cabo del norte → Parque nacional de Stabbursdalen
Stabbursdalen → Masi
Masi → Kautokeino
Kautokeino → Parque nacional Reisa
Reisa → Käsivarsi (Finlandia)
Käsivarsi (Finlandia) → Kilpisjärvi (Finlandia)
Kilpisjärvi (Finlandia) → Malla Reserva de Naturaleza Estricta (Finlandia)
Malla Reserva de Naturaleza estricta (Finlandia) →  Goldahytta cerca de Treriksrøysa (Suecia, Finlandia, Noruega)
Goldahytta cerca de Treriksrøysa (Suecia, Finlandia, Noruega) → Øvre Dividal 
Parque nacional de Øvre Dividal → Altevatnet
Altevatnet → Torneträsk (Suecia)
Torneträsk (Suecia) → Narvikfjellene
Narvikfjellene → Tysfjord
Tysfjord → Stora Sjöfallet (Suecia)
Stora Sjöfallet (Suecia) → Padjelanta (Suecia)
Padjelanta (Suecia) → Junkerdal
Junkerdal → Saltfjellet-Svartisen
Saltfjellet–Svartisen → Okstindan
Okstindan → Børgefjell

## Suecia

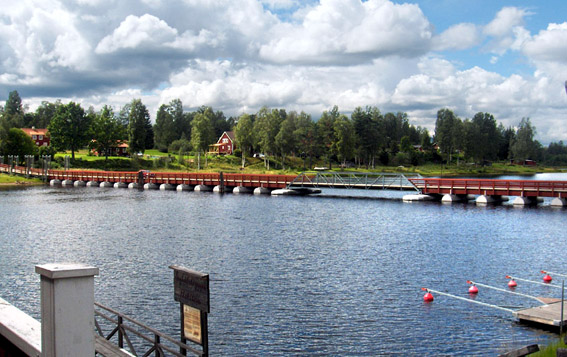
Río Österdalälven cerca de Gagnef

### Ruta
Los inicios de camino en Grövelsjön (Lago Grövel), el cual recorre la frontera sueca-noruega cerca de Idre. Utiliza una serie de establecidos caminos en Varberg, una ciudad en el sur de Göteborg, de donde un ferry navega hasta Dinamarca.
Longitud total del camino en Suecia: appr. 1200 km
Del inicio en Grövelsjön otros caminos de excursionismo establecidos van más allá al norte, por ejemplo llegando a Hemavan donde Kungsleden va a Abisko en la Suecia del norte.

## Dinamarca

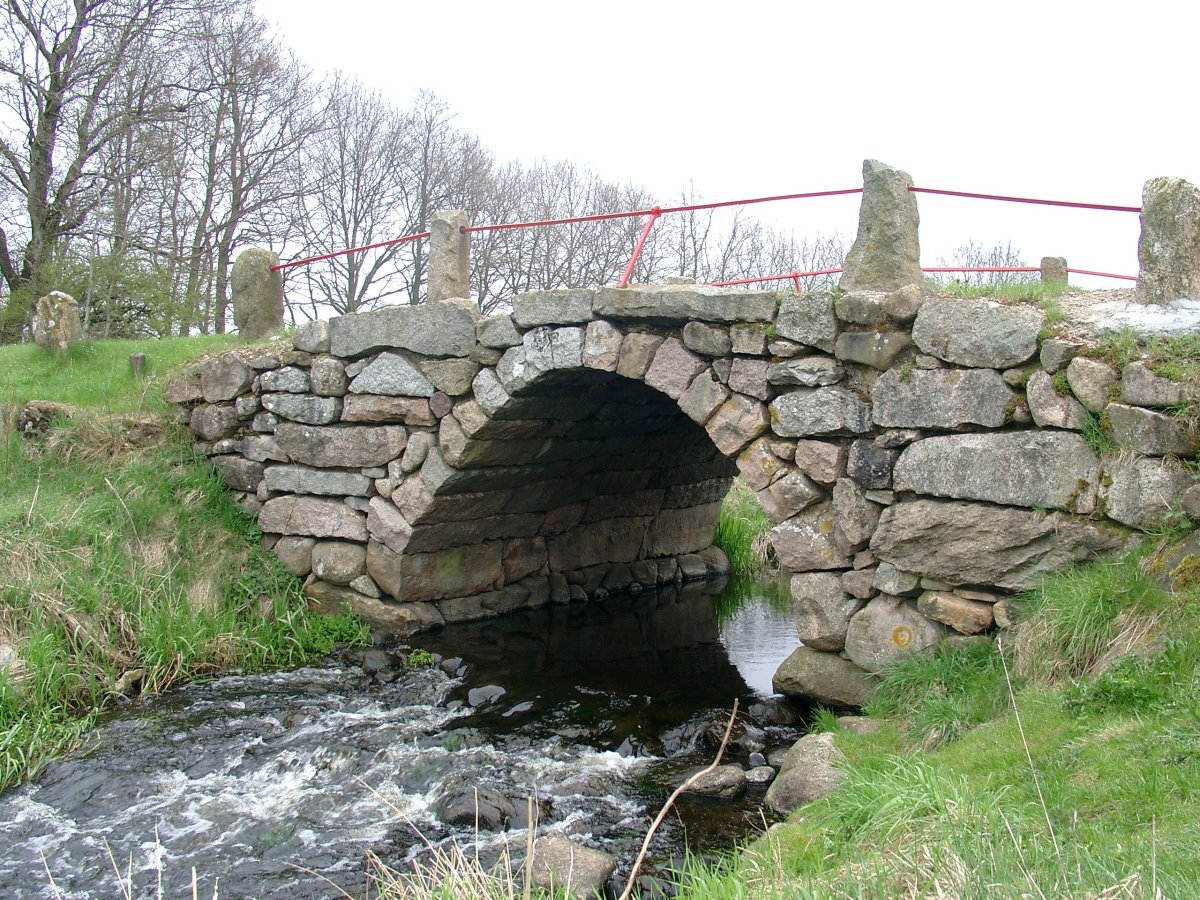
Puente de Povl de 1744.

### Ruta
El ferry de Varberg en Suecia llega a Grenå. El enlace de Grenå a Vrads Sande en el Hærvej fue inaugurado en 2006. La primera parte de esta etapa nueva es la ruta de Mols desde Århus, entonces utiliza la ruta Århus - Silkeborg vía Skanderborg a Virklund y de Virklund a Vrad. En Vrad conecta al histórico Hærvej el cual está seguido de la frontera alemana. Aquí conecta con el Sendero Europeo E6 cercano a Padborg. La frontera está cruzada entre Kruså y Kupfermühle.
La longitud total en Dinamarca es de 325 km.

## Alemania
En Alemania las organizaciones de excursionismo regional son responsables de las señalizaciones y del manteniendo de la E1 en su área.
Longitud total del camino en Alemania: 1829.5 km
En la primera sección del Sendero Europeo E1 la ruta se junta con la ruta E6. El camino cruza la frontera en Kupfermühle cerca de Flensburg y continúa a través de las ciudades de Flensburg y Schleswig. Toca el "Naturpark Hüttener Berge" y corre paralelo a la costa del Mar Báltico hasta que llega a la ciudad de Kiel.
Después pasa por las ciudades de: Preetz, Plön, Malente-Gremsmühlen, Eutin y Neustadt en su camino a Lübeck. Continúa en vía Ratzeburg y Mölln hasta Güster aquí el camino de la E1 se desliga de la E6.
En Hamburgo la ruta cruza el río Elba.
La E1 en la Selva Negra sigue caminos preexistentes de larga distancia. 
Longitud de esta sección: 464 km

## Suiza

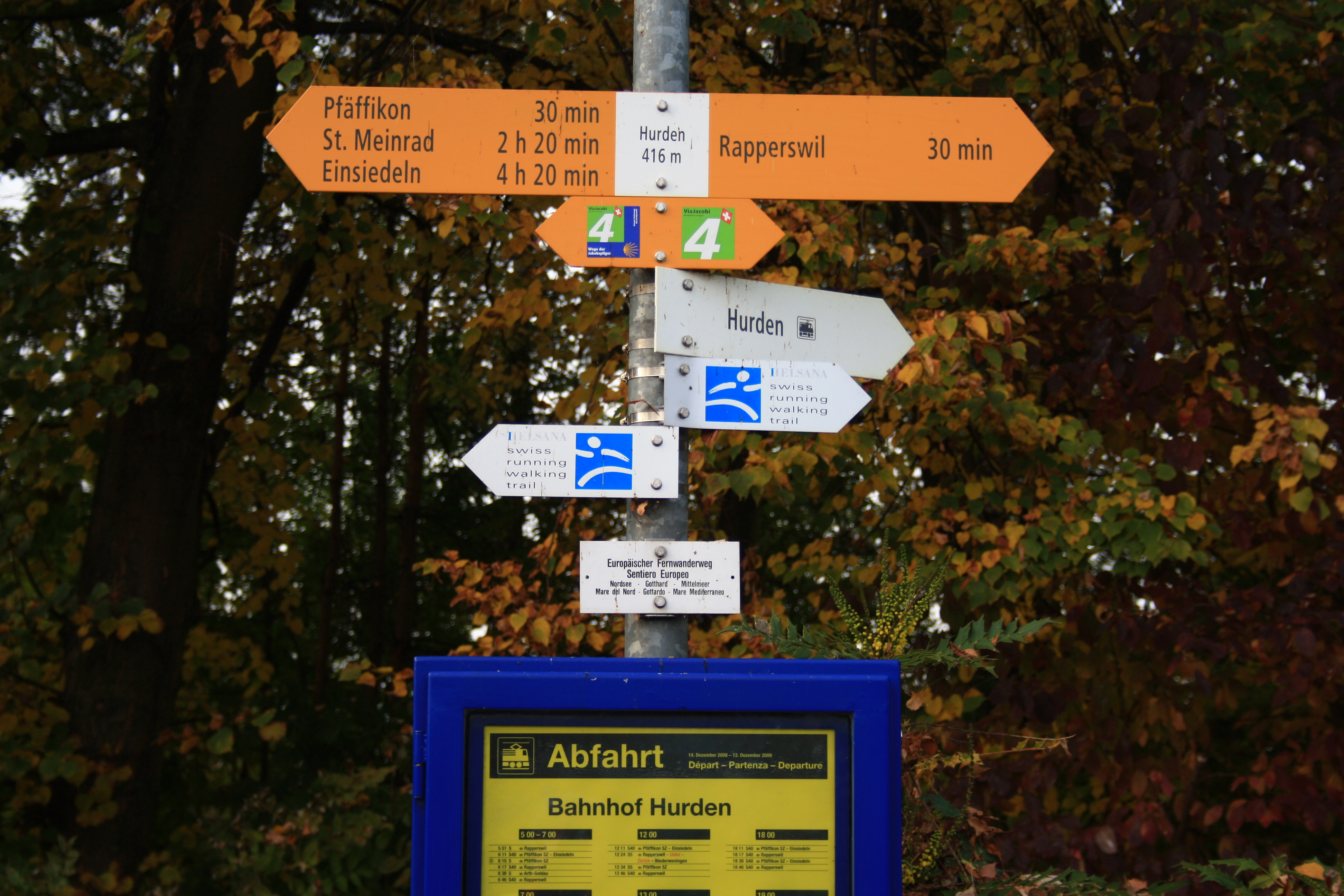
Señal en Hurden

### Ruta
Suiza tiene una red extensa de caminos con señales en cruces. La ruta de la E1 va de Konstanz a Wattwil, y entonces sigue  la ViaJacobi (parte del Camino de Santiago) para llegar a Lago de los Cuatro Cantones en Brunnen. De Brunnen sigue la orilla del lago a Flüelen. De Flüelen a la frontera italiana, la antigua vía del tren es utilizada y marcada como Fernwanderweg 2. El camino entonces sube sobre el Paso de San Gotardo, el punto más alto del camino a 2.091 m.  Después de seguir el Strada alta Leventina a través de Ticino, la E1 llega a la frontera en Porto Ceresio, Italia.
Longitud total de la ruta en Suiza: 348 km.

## Italia
Vía Lago Maggiore a los Montes de Liguria (hay un espolón al mediterráneo en Génova) a Passo della Bochetta.
Longitud de la ruta: appr. 200 km
A lo largo de los Apeninos a través de Tuscany (Grande Escursione Appenninica) a Bocca Trabaria.
Longitud de la ruta: appr. 400 km
A través de las montañas a lo largo de la frontera Abruzzo/Lazio: Simbruini, Ernici, Abruzzo a la frontera entre Lazio/Molise en Scapoli.
Longitud de la ruta: appr. 200 km
Longitud total de la ruta en Italia: 1150 km
Hay un plan para alargar la ruta de E1 a través de Italia del sur a Sicilia a lo largo de los Apeninos.